# El Cobre (Venezuela)
Pour les articles homonymes, voir Cobre.
El Cobre est le chef-lieu de la municipalité de José María Vargas dans l'État de Táchira au Venezuela.

## Personnalités liées
- Juan Vicente Pérez Mora (1909-2024), doyen vénézuélien masculin de l'humanité.